# Vee F. Browne
Vee F. Browne   (Ganado, 1956) és una periodista i escriptora de literatura infantil navaho. És de les poblacions de Cottonwood i Tselani a Arizona, i forma part de la Nació Navajo com a membre dels clans Bitter Water i Water Flows Together. Es va graduar en periodisme per la Universitat Estatal de Nou Mèxic i va obtenir un màster en la Universitat de Nou Mèxic Oriental el 1990. Com a tal, el 1991 va ser contractada com a redactora per al diari Navajo Hopi Observer.

## Obra
- Monster Slayer: A Navajo Folktale (Northland Publishing, 1991)
- Monster Birds (Northland Publishing, 1993)
- Maria Tallchief: prima ballerina (Modern Curriculum Press, 1995)
- Owl: American Indian legends (Scholastic Inc., 1995)
- Council of the Rainmakers Address Book (Northland Publishing, 1995)
- Ravens dancing (1st Books Library, 2001)
- Birds and eggs, en coautoria amb Dixie Anderson, Molly Bang et al.(2001)
- The stone cutter & the Navajo maiden (Salina Bookshelf, 2008)

## Premis
- Western Heritage Award, 1991[1]
- Cowboy Hall of Fame Award[1]
- Buddy Bo Jack Nationwide Award for Humanitarianism for Children's Books[1]
- Rounce & Coffin Club-Los Angeles 1994 Western Books Award of Merit[1]